# Святий Антон
За́мок Свя́ти Анто́н (словац. Kaštieľ Svätý Anton), невеликий бароково-класичний замок в Банській Штявниці.

## Місцерозташування
Село Святи Антон.

## Історія
Замок вперше згадується в XV столітті. Був резиденцією шляхетського (а згодом князівського) роду Кохари. В XVII столітті перебудований. У 1744 р. А. Кохари знову повністю перебудував замок. До 1944 року замок належав Сакс-Кобурґам (родичам Кохари), зокрема болгарському цареві Фердинанду. 
З 1954 р. в замку знаходиться музей. Навколо замку — добре збережений парк.

## Музей
Музей відкритий від травня до вересня включно.

## Галерея

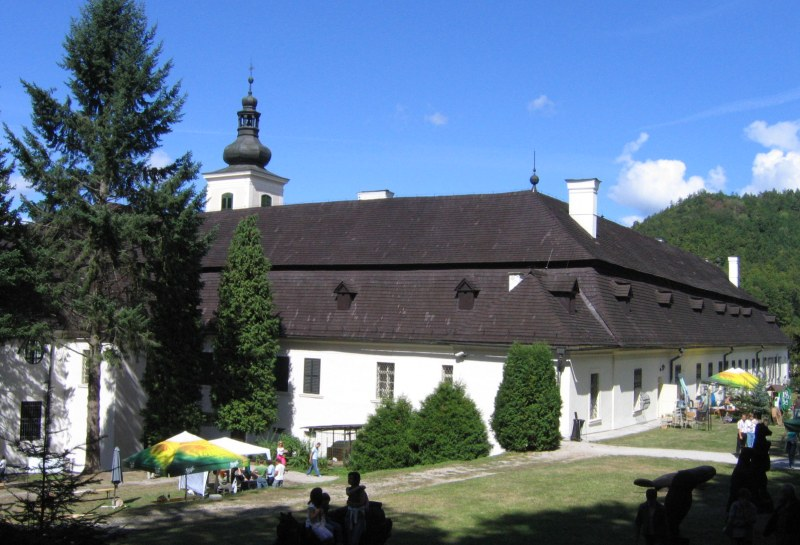
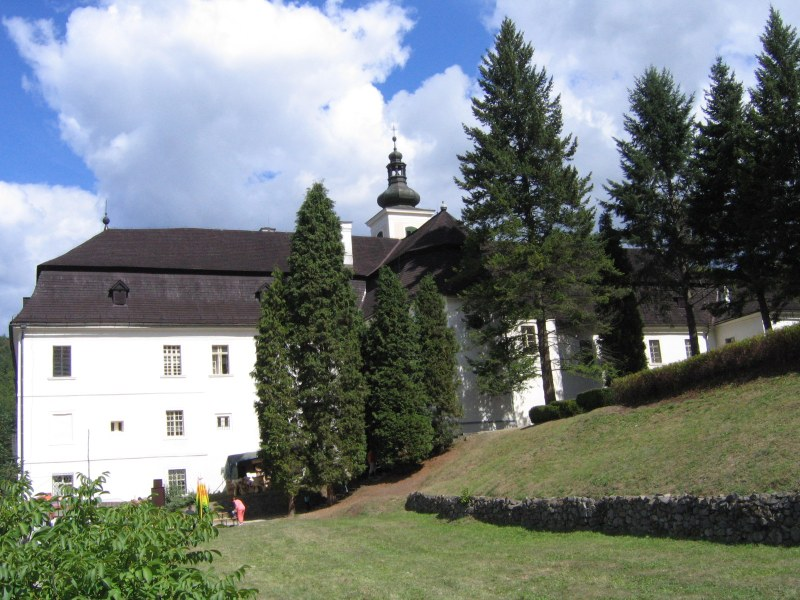
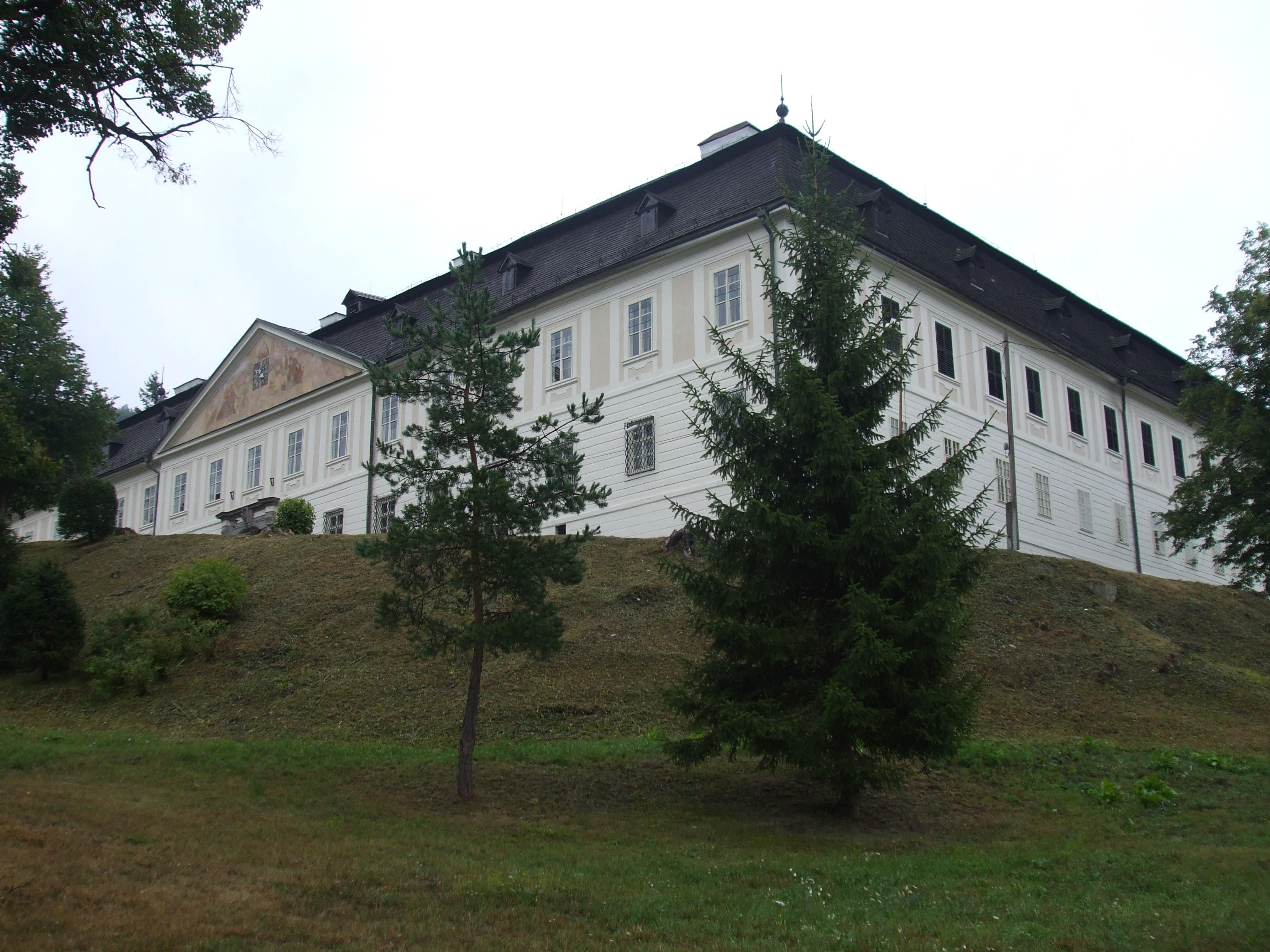
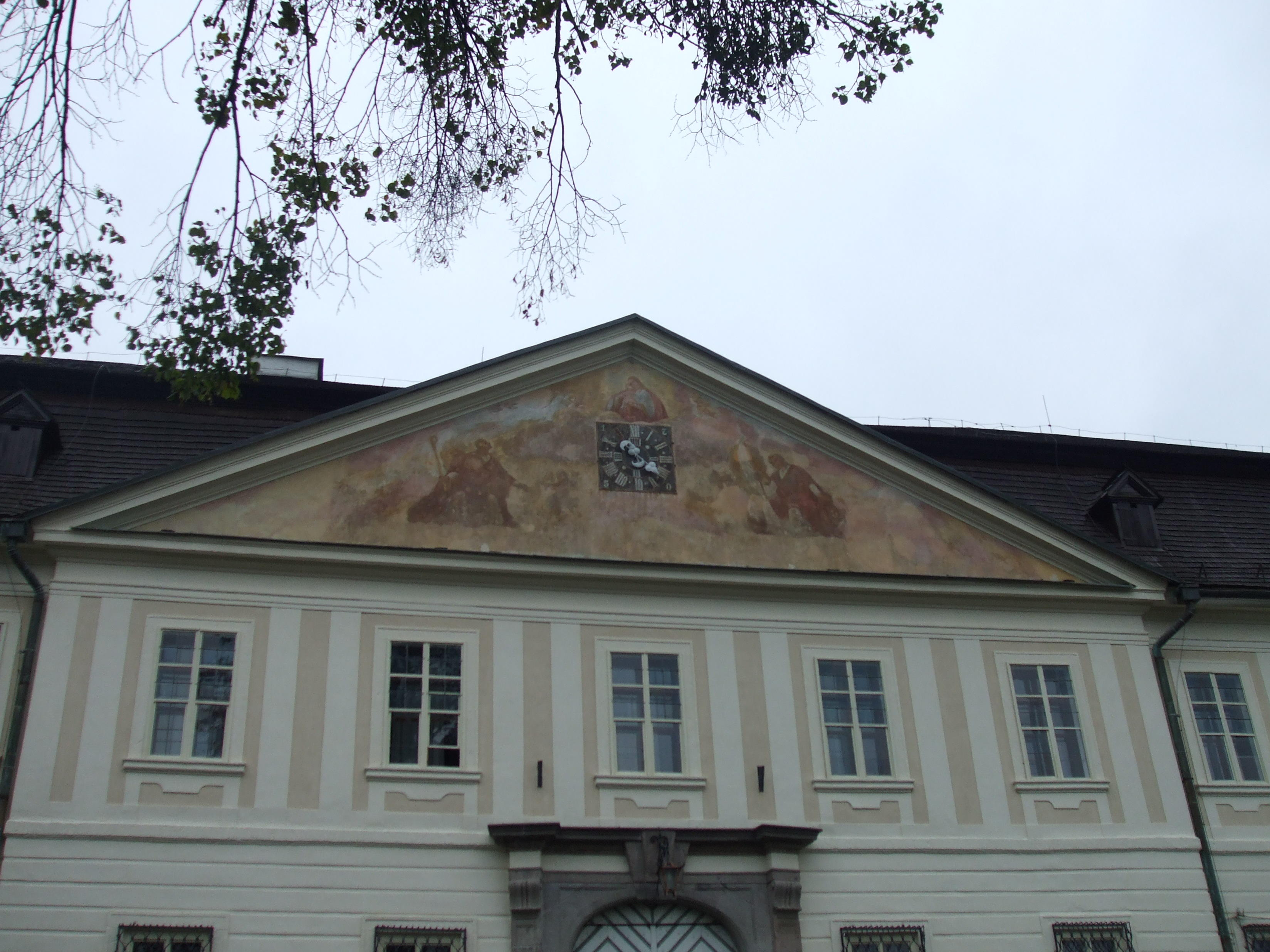
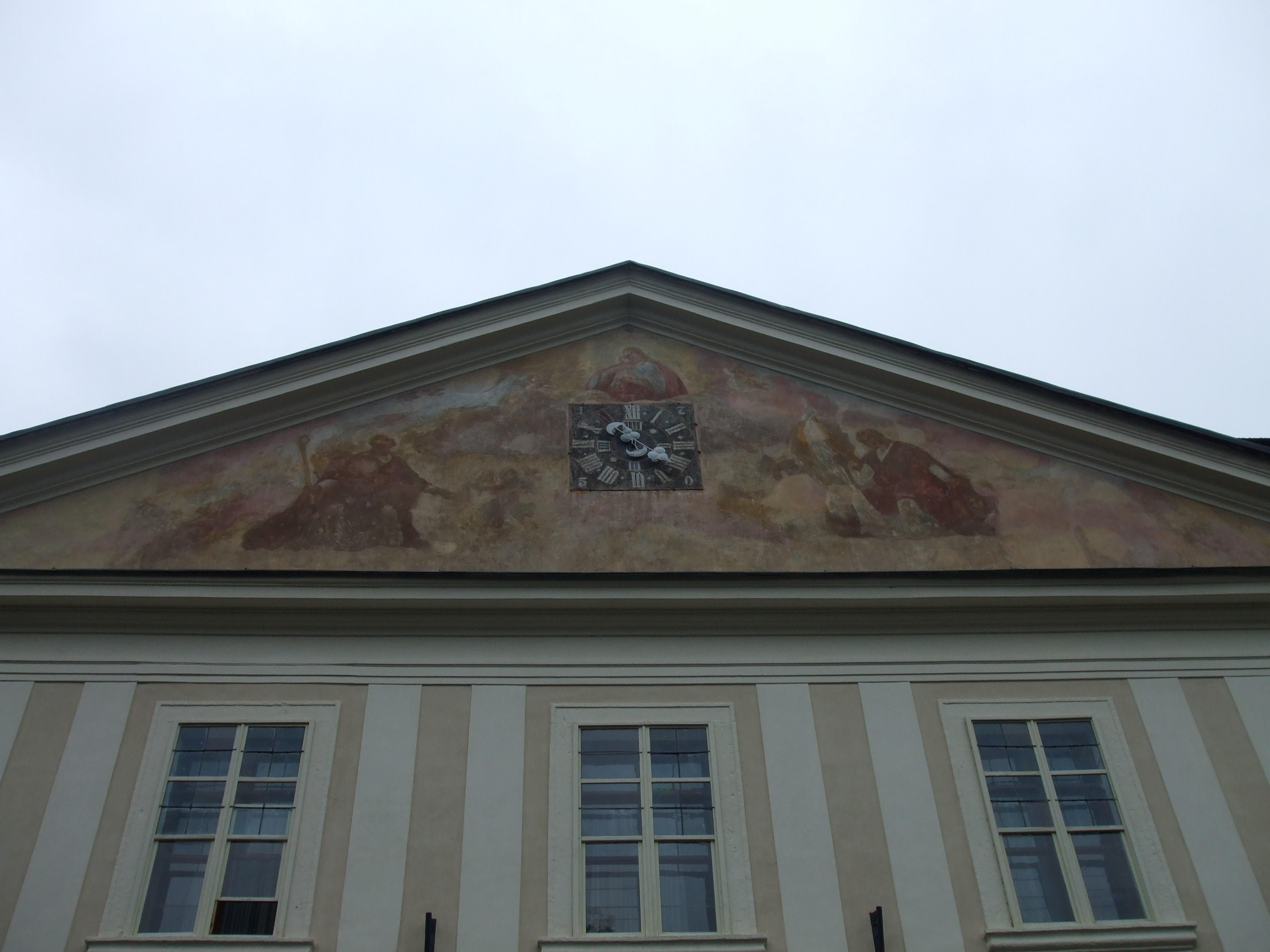
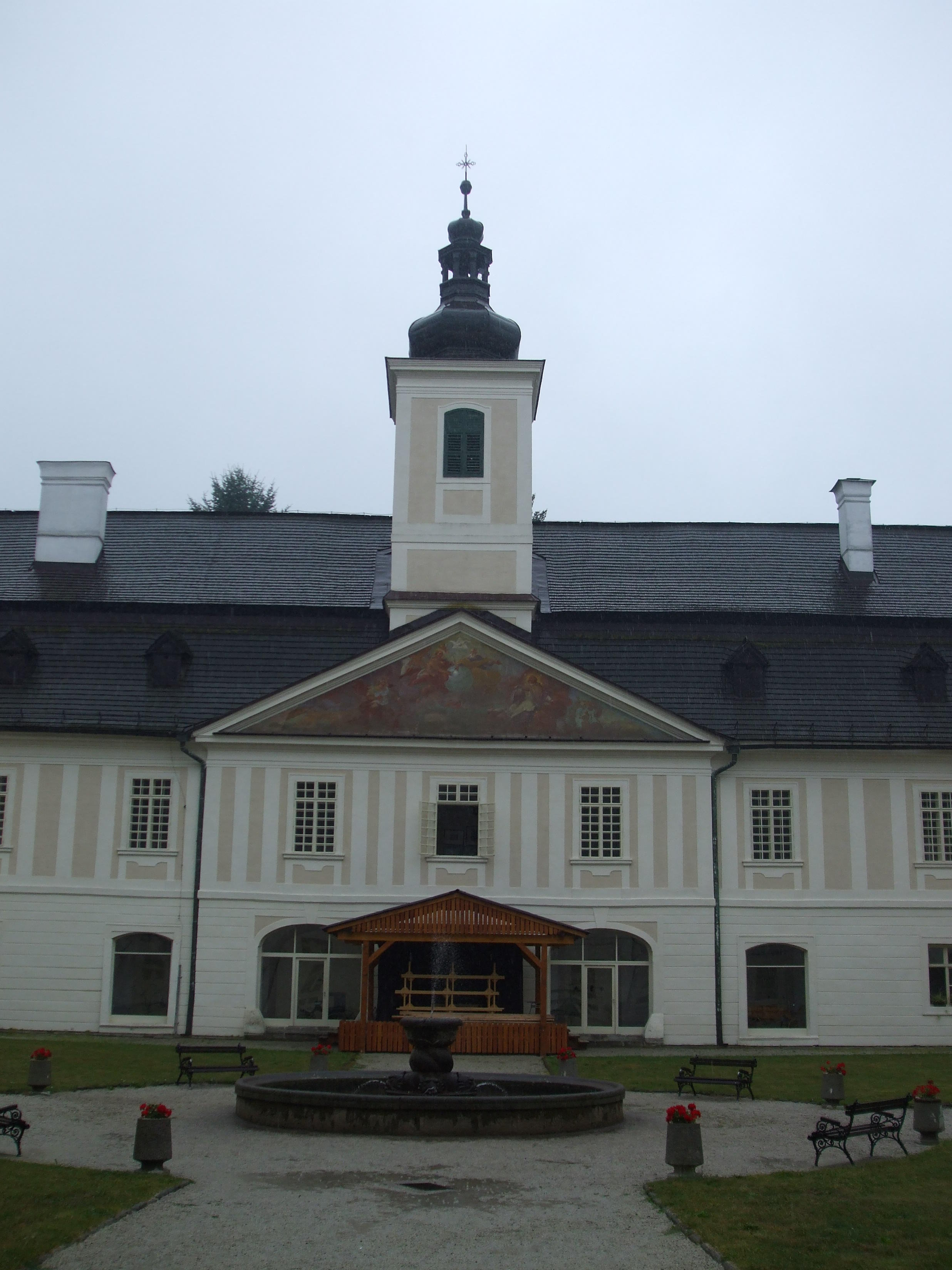